# Павликово (Шекснинский район)
Павликово — деревня в Шекснинском районе Вологодской области.
Входит в состав сельского поселения Любомировского, с точки зрения административно-территориального деления — в Любомировский сельсовет.
Расстояние по автодороге до районного центра Шексны — 31 км, до центра муниципального образования Любомирово — 3,3 км. Ближайшие населённые пункты — Миронково, Курьяково, Строкино, Сухоломово, Борятино, Ходырево.
По переписи 2002 года население — 9 человек.